# Una per tutte, tutte per una/Una sirenetta fra noi
Una per tutte, tutte per una/Una sirenetta fra noi  è il quarantacinquesimo singolo discografico di Cristina D'Avena, pubblicato nel 1988. Il brano Una per tutte, tutte per una era la sigla dell'anime omonimo, scritta da Alessandra Valeri Manera su musica e arrangiamento di Carmelo Carucci. La base musicale fu utilizzata anche per la sigla francese Les quatre filles du docteur March (1989), per quella spagnola Los chicos de Jo (1994), per quella tedesca Eine fröhliche Familie e per l'ulteriore sigla tedesca Missis Jo und ihre fröhliche Familie. Una sirenetta fra noi è il lato B del disco, sigla dell'anime omonimo, scritto da Alessandra Valeri Manera su musica e arrangiamento di Vincenzo Draghi.

## Edizioni
Entrambi i brani sono stati inseriti nella compilation Fivelandia 6 e in numerose raccolte.

## Tracce
Lato A
1. Una per tutte, tutte per una – 3:00 (Alessandra Valeri Manera-Carmelo Carucci)

Durata totale: 3:00
Lato B
1. Una sirenetta fra noi – 3:10 (Alessandra Valeri Manera-Vincenzo Draghi)

Durata totale: 3:10